# Erster Winterfeldzug
Der Erste Winterfeldzug (ukrainisch Перший зимовий похід) war ein Feldzug der Partisanen der Armee des Direktoriums der Ukrainischen Volksrepublik und des Militärs der Zweiten Polnischen Republik gegen die Rote und Weiße Armee im Russischen Bürgerkrieg vom 6. Dezember 1919 bis zum 6. Mai 1920.

## Dreieck des Todes
Am 14. November 1918 löste Hetman Pawlo Skoropadskyj die Unabhängigkeit des Ukrainischen Staates auf und proklamierte eine föderale Union zwischen Sowjetrussland und der Ukraine. Am 14. Dezember besetzte die Armee des Direktoriums der Ukrainischen Volksrepublik Kiew. Am 22. Januar 1919 proklamierten Vertreter der Ukrainischen Volksrepublik (UNR) und der Westukrainischen Volksrepublik (SUNR) den Vereinigungsakt der beiden Staaten. Die Rote Armee eroberte Kiew zwei Wochen später. Im Juli 1919 sammelten sich die Regierungen und Truppen der UNR und SUNR in der Zentralukraine. Am 30. August hatten die vereinten ukrainischen Streitkräfte Kiew erobert und wurden am folgenden Tag von der Freiwilligenarmee, die Kiew von der anderen Seite des Dnepr betreten hatte, zurückgetrieben. Die Ukrainer zogen sich nach Kamjanez-Podilskyj zurück.
Im Herbst 1919 befand sich die ukrainische Armee im heutigen Rajon Schytomyr im sogenannten Dreieck des Todes, in dem sie im Norden von der Roten Armee, im Osten und Süden von der Weißen Armee und im Westen von polnischen Truppen, mit denen einige Monate zuvor ein Waffenstillstand geschlossen worden war, umzingelt war. Sie erlitt aufgrund des Mangels an Munition und Medizin durch eine Blockade der Triple Entente und eines Typhusausbruchs wegen des ungewöhnlich kalten Herbstes schwere Verluste. Der Großteil der Armee der UNR war im Zuge des polnisch-ukrainischen Kriegs in polnischen Lagern interniert worden. Die 10.000 übrigen Militärangehörigen waren zu wenige, um weiterzukämpfen. Die Streitkräfte der Ost- und Westukraine waren gespalten. Da sich die Ukrainer der Region um den Dnister in einer äußerst schwierigen Situation befanden, hielten sie es für möglich, Verhandlungen mit Polen aufzunehmen, was letztlich die Anerkennung der Rechte Polens auf das Gebiet Ostgalizien bedeutete. Dies war für die Bevölkerung Galiziens inakzeptabel, die es für möglich hielt, stattdessen mit der Weißen Armee eine Einstellung der Feindseligkeiten zu vereinbaren. Infolgedessen trat die Armee der SUNR schließlich auf die Seite der Freiwilligenarmee unter dem Kommando von Anton Denikin. Mitte November 1919 war die Situation der ukrainischen Armee so kompliziert geworden, dass Kamjanez-Podilskyj und die naheliegenden Territorien auf Anfrage der ukrainischen Regierung von polnischen Truppen besetzt wurden.

## Geschichte des Feldzugs

### Vorbereitungen
Präsident Symon Petljura wollte die Vorstellung des Endes des Kampfes gegen die Bolschewiki nicht akzeptieren, weil diese Bemühung ein Beweis für das Potenzial der Staatsbildung der Ukrainischen Nation war. Er verstand, dass weitere Bemühungen gegen Moskau eine politische Vereinbarung mit Polen voraussetzten, und befahl dem Leiter der diplomatischen Mission Andrij Liwyzkyj am 2. Dezember in Warschau eine unilaterale Erklärung zu unterzeichnen, in der Polen Ostgalizien im Austausch für die Anerkennung der Unabhängigkeit der UNR und militärische Hilfe erhielt. Das polnisch-ukrainische Bündnis entsprach den geopolitischen Interessen des polnischen Staatsoberhauptes Józef Piłsudski, der Russland durch seine nationale Zerstückelung und die Schaffung eines Blocks verbündeter Staaten zwischen der Ostsee und dem Schwarzen Meer unter der Schirmherrschaft Polens schwächen wollte. Eine Schlüsselrolle in diesen Plänen wurde der Ukraine eingeräumt. Petljura hielt am 4. Dezember ein Treffen aller Divisionskommandeure des ukrainischen Militärs und aller Minister der Regierung in Tschortoryja ab. Das Treffen resultierte in der Entscheidung, die reguläre Front aufzulösen und Partisanenüberfälle im hinteren Bereich der Freiwilligen- und Roten Armee durchzuführen, bis eine reguläre Front aufgebaut werden konnte. Eine der grundlegenden Aufgaben des Feldzugs bestand darin, den Kern der UNR-Armee zu bewahren und zu verkünden, dass die Armee der Ukrainischen Volksrepublik auf dem Territorium der Ukraine existiert und operiert, und die Bevölkerung darüber zu informieren, dass die Regierung sie nicht vergessen hat.
Die teilnehmenden UNR-Truppen wurden von General Mychajlo Omeljanowytsch-Pawlenko kommandiert. Der Armee wurden ständige politische Offiziere zugeteilt, um die Verbindung zwischen der Regierung, den Truppen und der Zivilbevölkerung aufrechtzuerhalten. Premierminister Issaak Masepa hielt den Kontakt zur Armee und begleitete sie eine Zeit lang. Die Kampftruppen bestanden unter anderem aus den Überresten des Saporischschja-Korps, das aus den verbliebenen Truppen der Sitscher Schützen gebildet worden war. Für die UNR-Regierung waren die ukrainischen Gefangenen des polnisch-ukrainischen Kriegs die wichtigste personelle Ressource für den Wiederaufbau der Armee. Ende 1919 hielten die Polen bis zu 15.000 ukrainische Militärangehörige fest. Am 2. Januar 1920 erkannte das polnische Kriegsministerium ukrainische Soldaten als „Militärangehörige eines befreundeten ausländischen Staates“ an. Łańcut wurde zum Ausbildungszentrum der ukrainischen Armee. Hier begann Anfang Februar die Bildung der ukrainischen 1. Schützendivision unter der Führung von Oberst Marko Besrutschko. Bald wurde die Arbeit an der Organisation nach Brest-Litowsk verlagert. Das polnische Kriegsministerium übernahm die Versorgung der Division mit allem, was sie brauchte. Gleichzeitig begann die Bildung der ukrainischen 4. Schützenbrigade im von polnischen Truppen besetzten Kamjanez-Podilskyj. Die Polen verpflichteten sich auch, militärisches Eigentum aller Art zur Verfügung zu stellen.

### Verlauf

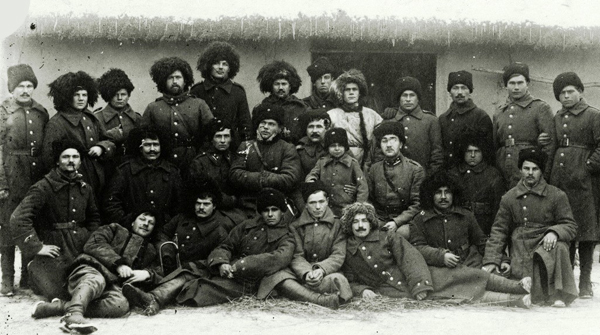
Omeljanowytsch-Pawlenkos Kommandeure (1919)

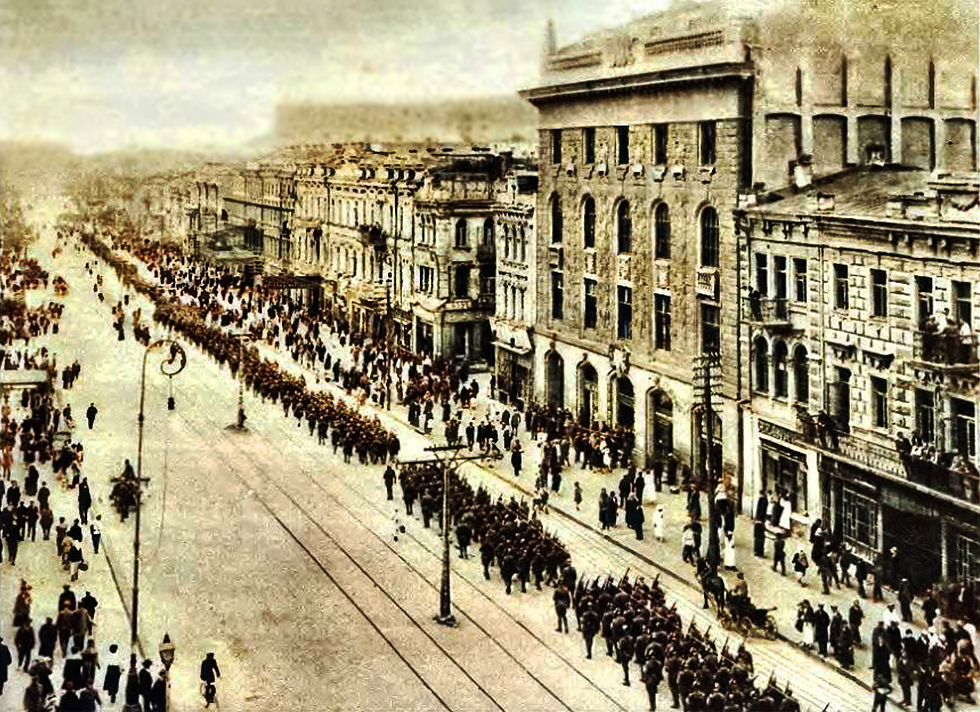
Polnisch-ukrainische Militärparade auf dem Chreschtschatyk (9. Mai 1920)

Zunächst operierten die Einheiten in der Region um Jelisawetgrad zwischen der Roten Armee und den Streitkräften von Anton Denikin. Als sich die bolschewistisch-denikinische Front nach Süden bewegte, drangen die ukrainischen Einheiten hinter die bolschewistischen Linien nach Osten vor und überquerten im Februar 1920 den Fluss Dnepr in die Region um Solotonoscha. Die Partisanen hatten lange Zeit keine Kommunikation mit der Regierung. Bolschewistische Propaganda darüber, dass die Regierung sie angeblich im Stich gelassen hatte und in Polen aufgelöst worden sein soll, führte unter den Partisanen zu Verzweiflung. Omeljanowytsch-Pawlenko überzeugte sie jedoch davon, dass der Kampf weitergehen müsse. Die Partisanen verfügten über ein spezielles Hauptquartier, das Verbindungen zu allen pro-ukrainischen Atamanen auf dem Territorium der Ukraine herstellte und Aktionen mit ihnen koordinierte. Ukrainische Bauern, deren Nahrung von den Bolschewiki im Zuge des Kriegskommunismus konfisziert worden war, schlossen sich den Partisanen an. Die Nachricht von der wiederhergestellten ukrainischen Armee verbreitete sich schnell in der gesamten Ukraine und verstärkte die Demoralisierung der Weißen Armee, die bereits ihren Offensivgeist verloren hatte und sich nach Süden zu den Schwarzmeerhäfen zurückzog. Gleichzeitig weigerten sich die Ukrainer, die in der Weißen Armee waren, gegen die ukrainische Armee zu kämpfen, traten teilweise auf die Seite der UNR-Armee über oder schlossen sich Einheiten aufständischer Bauern an. Die Weiße Bewegung versuchte, Verhandlungen über die Einstellung der Feindseligkeiten zwischen den beiden Armeen aufzunehmen. Ihr Parlamentsabgeordneter Oberst Popow bemerkte: „Sie haben etwas, was wir nicht haben – Zuneigung zur Menschlichkeit.“

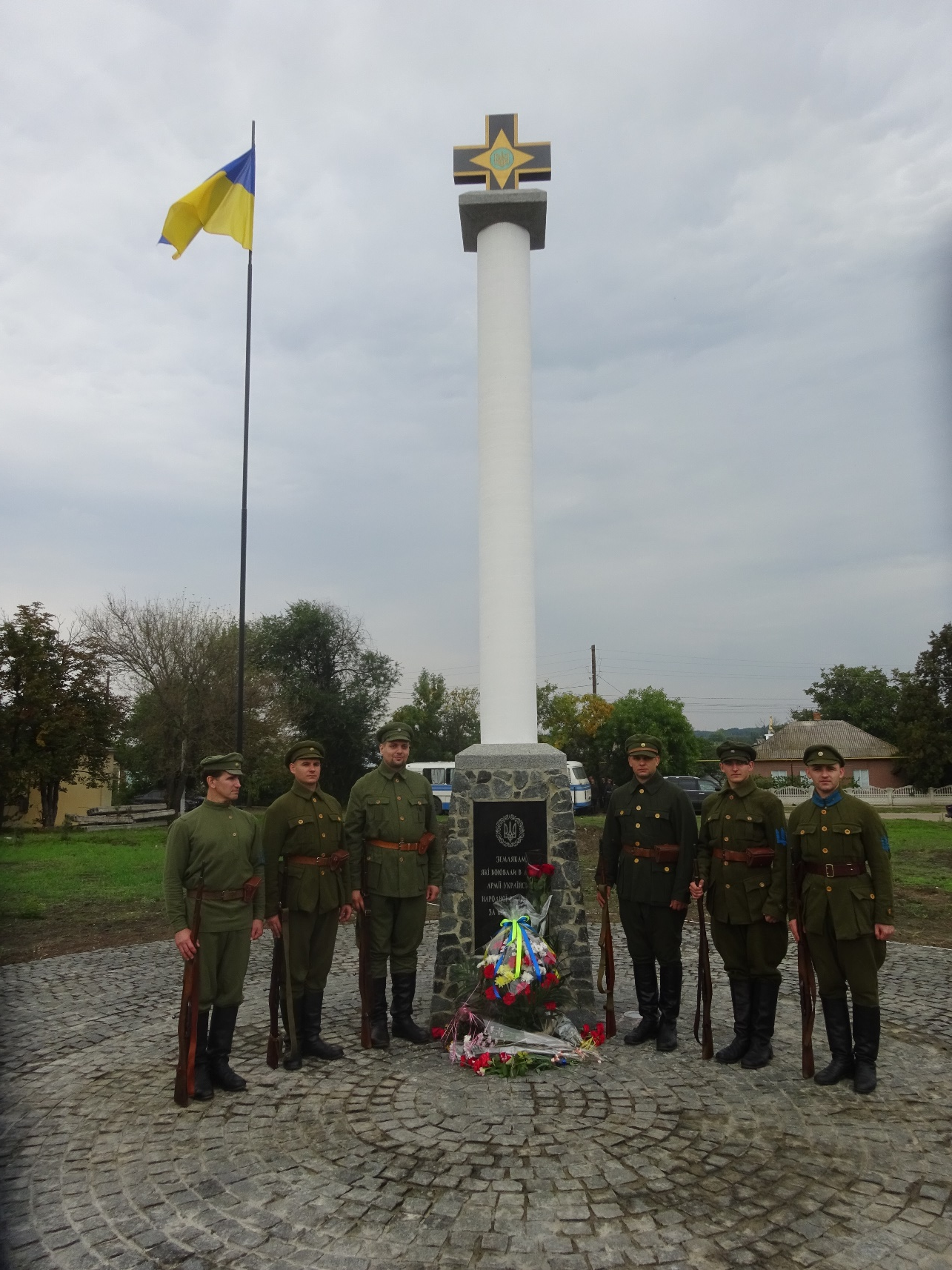
Denkmal des Winterfeldzugs in Ananjiw

Ukrainische Truppen eroberten am 16. April Wosnessensk, obwohl sie zu diesem Zeitpunkt über eine kritisch geringe Menge an Munition verfügten. Um beim Feind den Eindruck von dichtem Gewehrfeuer zu erwecken, klatschten die ukrainischen Kämpfer laut in die Hände und ahmten das Geräusch von Schüssen nach. An der Spitze stand eine der kampffähigsten Einheiten der UNR-Armee und insbesondere des Winterfeldzugs – die Schwarze Saporischschja. Trotz der Waffenüberlegenheit der Einheiten der Roten Armee ermöglichten erfolgreiche Kampftaktiken den Ukrainern eine siegreiche Schlacht, bei der mehrere hundert feindliche Soldaten getötet und andere zur Flucht gezwungen wurden. Die Eroberung von Wosnessensk gelang mit minimalen Verlusten, die sich auf zwei getötete und fünf verwundete Kosaken beliefen. Dagegen verlor der Feind mindestens 300 Kämpfer. Da die ukrainischen Soldaten die Eisenbahn sprengten und so den Vormarsch der bolschewistischen Verstärkung verzögerten, konnten sie so viele Waffen und Munition einsammeln, wie sie benötigten. Sie erbeuteten 2 Millionen Patronen für Gewehre und 3.200 Geschosse für Kanonen, 2 schwere- und 18 leichte Geschütze, 8 Gebirgsgeschütze, 5.000 Gewehre, 48 Maschinengewehre und 10 Millionen sowjetische Rubel. Dieser Sieg steigerte die Moral der UNR-Armee im Winterfeldzug erheblich. Danach unterstützten ukrainische Truppen erfolgreich anti-bolschewistische Bauernaufstände.
Eine wichtige Aufgabe des Feldzugs war der Informationskampf zur Unterstützung des ukrainischen Staates und gegen feindliche Propaganda. Überall rührten die Vorarbeiter und die Kosaken die örtliche Bevölkerung auf und wandten sich mit Reden an sie. Die Propaganda fiel auf den fruchtbaren Boden der Unterstützung der ukrainischen Idee, und die Einheiten der UNR-Armee stießen überall auf Verständnis und Unterstützung. Bis März war es möglich, stabile Kontakte mit der überwiegenden Mehrheit der ukrainischen aufständischen Einheiten aufzubauen, die bereit waren, als Einheitsfront zu agieren und einen groß angelegten gemeinsamen Aufstand für einen unabhängigen ukrainischen Staat zu entfachen. Es gelang dem ukrainischen Militär, fast 50 siegreiche Schlachten zu führen.
Am 22. April unterzeichneten die Außenminister Andrij Liwyzkyj und Jan Dąbski ein zwischenstaatliches Abkommen in Warschau. Die ukrainische Armee trug durch die Fortsetzung des bewaffneten Kampfes zur Stärkung der Position der ukrainischen Delegation bei den Verhandlungen mit den Polen bei. Die Bestimmungen des Abkommens beinhalteten die Anerkennung der Unabhängigkeit der UNR durch Polen, den Transfer Galiziens, Westwolhyniens, des Chełmer Lands und einen Teil Polesiens unter polnische Zuständigkeit und die Garantie der nationalen und kulturellen Rechte der Polen in der Ukraine und der Ukrainer in Polen. Am 24. April wurde ein geheimes militärisches Abkommen unterzeichnet, das Polen verpflichtete, drei Divisionen der UNR-Armee auf seinem Territorium zu formieren und sie mit angemessenen Waffen und Ausrüstung zu versorgen. Die Unterzeichnung dieses Abkommens half der ukrainischen Regierung den Kampf gegen den Bolschewismus mit Hilfe der gemeinsamen polnisch-ukrainischen Front gegen Sowjetrussland fortzuführen. Am 25. April begannen die aus 60.000 Mitgliedern bestehenden polnischen Streitkräfte eine Offensive. Die ukrainischen Partisanen kämpften sich zurück zu den ukrainischen Streitkräften unter Symon Petljura an der polnisch-sowjetischen Front, die sie schließlich am 6. Mai in der Nähe von Jampil erreichten. Die vereinigte polnisch-ukrainische Armee eroberte den Großteil der rechtsufrigen Ukraine.
Die Teilnehmer des Feldzugs marschierten fast 2.500 km und kämpften um die Orte Lypowez, Schaschkiw, Uman, Kaniw, Tscherkassy, Smila, Solotonoscha, Hajssyn, Ananjiw und Balta. Schätzungen zufolge beteiligten sich zwischen 3.000 und 6.000 Truppen am Feldzug.

### Nachwirkungen
Am 7. Mai übernahmen polnische Truppen zusammen mit der 6. Sitschdivision der UNR Kiew. Am Morgen des 9. Mai fand auf dem Chreschtschatyk eine Parade polnischer und ukrainischer Truppen zu Ehren der Befreiung der Hauptstadt der Ukraine statt. Aufgrund des Durchbruchs von Budjonnys 1. Kavalleriearmee und Primakows 8. Kavalleriedivision durch die Front verließ die Armee der UNR Kiew am 10. Juni. Im Sommer besetzten die bolschewistischen Truppen große Teile der rechtsufrigen Ukraine, Galiziens und Wolhyniens und wurden bei der Schlacht bei Warschau aufgehalten.
Am 15. Mai 1920 beauftragte der Rat der Volksminister den Kriegsminister, einen Gesetzesentwurf über einen Militärorden vorzulegen, der später den Namen Eisernes Kreuz erhielt. 3-4.000 Angehörige der ukrainischen Armee wurden ausgezeichnet. Es wurde nur denjenigen, die vom ersten bis zum letzten Tag am Feldzug beteiligt waren, und den Gefallenen, verliehen.
Der Zweite Winterfeldzug 1921 endete mit der Niederlage der Rebellenarmee der UNR und der Verbannung Omeljanowytsch-Pawlenkos aus Polen aufgrund von sowjetischem Druck.
Seit August 2019 trägt die 28. separate mechanisierte Brigade der ukrainischen Streitkräfte den Ehrentitel „Ritter des Winterfeldzugs“. In Ananjiw wurde ein Denkmal mit dem Bild des Eisernen Kreuzes des Winterfeldzugs errichtet.